# Pont de Dandalo
El pont de Dandalo (en georgià: დანდალოს ხიდი) és un pont medieval d'arc de pedra que creua el riu Adjaristskali a prop del poble de Dandalo, a l'antiga carretera des de la costa de la mar Negra fins a Akhaltsikhe. Des del 2006 és considerat com Monument Cultural destacat de Geòrgia.

## Situació
El pont està situat sobre el riu Ajaristskali, a prop del poble de Dandalo, al municipi de Keda d'Adjara, a prop de la carretera Batum-Hula, a 60 km a l'est de Batum.

## Descripció
El pont Dandalo data d'entre els segles xi i xii. Va ser construït amb pedra calcària local i calç.
La longitud del pont és de 20 m, l'amplada de 3,3 m, i l'alçada sobre el nivell del riu és de 14 m. Tots dos costats del pont descansen sobre una roca, la qual cosa impedeix el procés de ruptura dels suports. La construcció es considera un monument exemplar de ponts de pedra d'arc georgià.